# Gotische oorlog (436-439)
De Gotische oorlog (436-439) was een militair conflict tussen de Gotische foederati en het West-Romeinse rijk van keizer Valentinianus III. Deze oorlog speelde zich af in de Gallische provincies in de periode 436 tot 439. De belangrijkste hoofdrolspelers in dit gebeuren waren de Gotische leider Theodorik I en de opperbevelhebber van het Romeinse leger Aetius. In de contemporaine bronnen wordt dit conflict als een oorlog aangeduid. Naast dit conflict met de Goten speelde in dezelfde periode een opstand van de Bourgonden en de Bagauden.

## Achtergronden
De Visigoten die na de Gotische oorlog in Spanje in 418 een eigen vestigingsgebied hadden verkregen in de Gallische provincie Aquitania met de status van foederati, bleken in de periode tussen 418 en 435 niet altijd even betrouwbaar te zijn. In 426 was er zelfs sprake van een grootschalige opstand tegen het Romeinse rijk die door militair ingrijpen van Aëtius werd beëindigd. En ook in 430 werd er een Gotisch leger verslagen door Aëtius.

### Aanleiding
Evenals dit het geval is bij de eerdere opstand van Theodorik I, wordt in de contemporaine bronnen geen duidelijke aanleiding genoemd voor deze oorlog. De grondslag voor het ontstaan moet daarom gezocht worden in de politieke situatie van het Romeinse rijk in die periode. Vergeleken met het decennium daarvoor was deze stabieler, want nadat de burgeroorlog tussen Bonifatius en Aetius in het voordeel van laatst genoemde was geëindigd, werd Aetius tussen 433 en 450 de machtigste persoon in het westelijke rijk. Hij verkreeg de rang van magnificus vir parens patriusque noster en speelde de rol van "beschermer" van de keizerin-moeder Galla Placidia en haar minderjarige zoon Valentinianus III. Desalniettemin kwamen nieuwe machten opzetten als de koning van de Bourgondische foederati Gundohar, die in Oost-Gallië bij tijden een dominante rol speelde en door Aetius als een gevaarlijke tegenstander werd beschouwd.En ook Theodorik I had zijn ambities voor macht niet opgegeven.

## Het verloop van de oorlog

### Aanvang
Als het Romeinse leger in 436 afwezig is vanwege een opstand van de Bagaudae in Gallia Lugdunensis en aan de Limes de Bourgondische opstand ten tweede male opvlamt, komt ook Theodorik in opstand door het  verdrag met de Romeinen terzijde te schuiven. Volgens Hughes is er sprake van een alliantie tussen de Goten en de Bourgonden op initiatief van Theodorik en vloeien de opstanden voort uit onvrede over de Romeinse overheersing. De Gotische koning wil zijn grondgebied uitbreiden in de richting van de Middellandse Zee en valt het omliggende gebied binnen. 
Om de kuststreek in handen te krijgen is het belangrijk dat de Goten eerst de havenstad Narbonne veroveren. Theoderik stuurt het grootste deel van zijn leger hierop af en belegert de stad. Bovendien valt de toegang tot Spanje in zijn handen als hij de garnizoenen die de passen van de Pyreneeën bewaken overrompelt.

### De reactie van Aëtius
Het antwoord van de Romeinen laat enige tijd op zich wachten. Aëtius, de opperbevelhebber van het West-Romeinse leger, bevindt zich in Italië vanwege de spelen die rond de uitreiking van zijn titel van patricius worden georganiseerd. De gelijktijdige uitbraak van de opstand van Goten en Bourgonden dwingen hem het Romeinse leger zo effectief mogelijk in te zetten. Het Gallische veldleger, de Comitatenses, is beperkt inzetbaar, omdat een aanzienlijk deel onder aanvoering van generaal Litorius operationeel is tegen de Baguaden. Gelet op fragiele vrede die hij in zijn uitgestrekt rijk heeft bereikt, is Aëtius
niet bereid om de Goten het hoofd te beiden met legereenheden uit andere gebieden die hij daarmee onverdedigd zou laten. In plaats daarvan stuurt hij een delegatie naar het hof van de Hunnenkoning Rua, met het verzoek hem een krijgsmacht ter beschikking te stellen. Hoewel de datering onzeker is, is het zeer waarschijnlijk dat hij in 436-437 delen van Pannonië nabij de rivier de Save afstond aan de Hunnen.
Tot dit leger in Gallië arriveerde, lijkt het erop dat Aetius de aanwezige strijdkrachten gebruikte om de gecombineerde Gotische en Bourgondische opstand onder controle te houden.

### De veldtocht van Litorius
In 436 voltooide generaal Litorius de onderdrukking van de Bacaudische opstand in Armorica. Daarna trekt hij met zijn zijn leger op naar het zuiden. In 437 voegt een legermacht van Hunnen zich bij hem om de opstand van de Goten te beteugelen.
Litorius richt zich eerst op Narbonne, dat door de Goten belegerd wordt. Met de komst van de Romeinen trekken de Goten zich echter terug en wordt de stad ontzet. Daarna trekt hij op tegen de Goten in Aquitania en verplaatst de oorlog zich naar het kerngebied van de Goten. Het leger van Theoderik wordt steeds verder in het defensief gedrukt en moet zich terugtrekken in het centrum van zijn macht. Hij verschanst zich in de hoofdstad Toulouse dat door de Romeinen wordt belegerd. Na een lang beleg geeft hij zich uiteindelijk over aan generaal Lotorius.

### wapenstilstand
Theodorik moet de wapens neerleggen en wordt gedwongen het verdrag met de Romeinen na te leven. Bovendien moet hij troepen leveren aan het Romeinse leger als die in 438 in Spanje een nederlaag lijden tegen de Sueben.

### Hervatting van de oorlog
In 438 breekt echter de oorlog opnieuw uit. Historici vermoeden dat de situatie in Spanje daarmee te maken heeft en nieuwe ontwikkelingen in het Middellandse Zeegebied waar de Vandalen zich hebben toegelegd op piraterij en steeds doldriester opereren. Volgens de bronnen was daarna wederom sprake van een grootschalige oorlog die aanvankelijk moeizaam verliep voor de Goten.
Het lijkt erop, dat toen Aetius terugkeerde naar Ravenna na het huwelijk tussen Valentianus III en Licinia Eudoxia in Constantinopel in begin 438, hij wijzigingen aanbracht in de commandostructuur van het leger in Gallië. Avitus, die waarschijnlijk magister militum per Gallias was geweest, werd benoemd tot praefectus praetorio Galliarum en vervangen door Litorius. Bovendien nam Aetius persoonlijk deel aan het verloop van de oorlog door het opperbevelschap tijdelijk op zich te nemen.

### De slag bij Mons Colubrarius
Een van de spaarzame wapenfeiten die over Aëtius deelname opgetekent zijn, verhaalt over een belangrijke overwinning die hij behaalde in een grote veldslag, waarbij hij naar verluidt 8.000 Goten afslachtte.
Politieke omstandigheden in Ravenna vereisten dat Aëtius na deze veldslag het verdere verloop van de Gotische oorlog in de handen van Litorius moest laten. Hij werd geëerd met een standbeeld dat in opdracht van de keizer werd opgericht waarbij Merobaudes een lofrede voor hem uitsprak. Naar alle waarschijnlijkheid had hij voldoende vertrouwen in de strategische leiding van zijn generaals Litorius en Sigisvult en bovendien hadden de Goten daarvoor een grote nederlaag geleden.

### De slag bij Toulouse

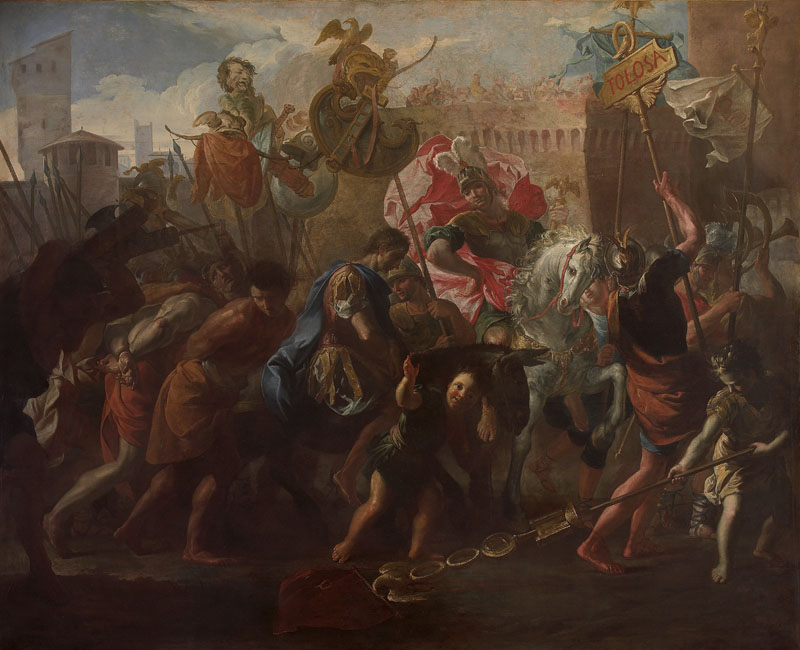
Gevangenneming van Litorius door Theodorik in de slag bij Toulouse, Antoine Rivalz.

De Visigoten werden steeds meer in het defensief gedrongen door de Romeinen en moesten zich in 439 terugtrekken op hun hoofdstad Toulouse. Het leger dat de Romeinen tegen de Goten inzetten werd opnieuw aangevoerd door generaal Litorius. Tijdens het beleg van Toulouse doet de Visigotische koning Theodorik I een uitval waarbij het Romeinse kamp aanvalt en de Romeinen zware verliezen toebrengt. Door Prosper werd dit samengevat: "Door onbezonnenheid van de Romeinen keerden de kansen en werden de Goten de bovenliggende partij". Bovendien valt tijdens de uitval generaal Litorius in Gotische handen.Kort daarna werd hij ter dood gebracht.
In de noodsituatie die volgde, nam de Goot (in Romeinse dienst) Vetericus tijdelijk de leiding over – tenminste als dat de betekenis is van Prosper’s zeer korte verklaring "in dezelfde periode werd Vetericus beschouwd als loyaal aan onze staat en bekend om de frequente demonstratie van zijn vaardigheid in oorlog". Hij stabiliseerde de situatie na de rampzalige verlopen uitbraak van Theodorik. Er werden nog meer gevechten geleverd, want de Romeinen stuurden nieuwe troepen die grotendeels uit hulptroepen van Hunnen bestonden om tegen de Goten werden ingezet.

## Einde van de oorlog en gevolgen
Nu zijn belangrijkste generaal Litorius hem ontvallen was, nam Aëtius zelf het commando op zich om de oorlog tot een goed einde te brengen. In de loop van 439 arriveerde   Aëtius in het zuiden. Er kan weinig twijfel over bestaan dat Aetius de oorlog wilde afsluiten met een belangrijke overwinning, die het moreel in het Westen zou helpen verhogen en de Goten ervan zou weerhouden hun pogingen tot expansie te hernieuwen. Aetius rukte op richting Toulouse en begon met de belegering van een Gotisch militair kamp nabij hun hoofdstad. Na een korte pauze om belegeringstorens te bouwen, braken zijn mannen door de muren van het kamp en slachtten de verdedigers af, die niet konden vluchten.

### Vredesbesprekingen
Uiteindelijk kwamen de Romeinen in deze oorlog als winnaars uit de bus, omdat de Visigoten de zwaarste verliezen leden.  Aetius werd gedwongen vrede met de Visigoten te sluiten, omdat hij een deel van zijn troepen moest inzetten tegen de Vandalen in de Vandaalse oorlog, die inmiddels Carthago hadden ingenomen. 
De vredesbesprekingen met Goten werden gevoerd door de praetoriaanse prefect Eparchius Avitus  Volgens Sidonius Apollinaris was het grotendeels dankzij zijn inzet dat Theodorik vrede sloot. De vrede was in zekere zin onbevredigend voor de Romeinen, want de overwinning was niet volledig en het Romeinse leger was eveneens gehavend uit de strijd gekomen. Waarschijnlijk hield een deel van de vredesvoorwaarden het vertrek van de Alanen, die eerder de Visigoten in de steek hadden gelaten,  uit Aquitania.  Hydatius en Prosper dateren deze vrede in 439. De precieze datum zou vermoedelijk laat in 439 of begin 440 zijn geweest, omdat bekend is dat Aetius in 440 naar Italië terugkeerde
De Romeinse overwinning verzekerde toekomstige Gotische onderdanigheid gedurende meer dan twintig jaar. Afgezien van een kort intermezzo onder Thorismund, waren de Goten loyale bondgenoten van de keizerlijke regering.